# NGC 7371
NGC 7371 este o galaxie situată în constelația Vărsătorul. A fost descoperită în 28 noiembrie 1785 de către William Herschel.